# پلی‌استیشن: مجله رسمی
پلی‌استیشن: مجله رسمی (انگلیسی: PlayStation: The Official Magazine) به طور اصلی شناخته شده به عنوان مجله پلی‌استیشن یک مجله بود که سالانه ۱۳ بار توسط فیوچر پی‌ال‌سی تا لغو شدن آن در سال ۲۰۱۲ منتشر می‌شد.